# Duo Idea

Il DUO IDEA, durante uno spettacolo al Teatro Antoniano di Bologna

Il Duo iDeA, pseudonimo di Daniele Mignatti (Bologna, 15 novembre 1973) e Adriano Battistoni (Fano, 28 novembre 1962), è una coppia di musicisti e comici italiani salita alla ribalta nel 2010 grazie alla partecipazione alla trasmissione televisiva Zelig, condotta da Claudio Bisio e Vanessa Incontrada.

## Biografia
Il duo comico si è formato nel 1997, inizialmente come duo di cantanti di pezzi a cappella. A marzo del 1997 parteciparono al “Rimini Live Festival” organizzato da Mubi Studio, un concorso canoro che li vide tra i finalisti. 
Nel 1998 Battistoni partecipa al quiz televisivo musicale Sarabanda, condotto da Enrico Papi su Italia 1, nel quale, chiamato da Papi con il soprannome di Fragolone, vince 350 milioni di lire, diventando uno dei concorrenti più celebri e ricordati.
In seguito il duo partecipa a numerosi concorsi canori, in particolare il concorso "Voci Nuove 2000" di San Benedetto del Tronto, in cui vincono il primo premio come "migliori interpreti". 
Dopo anni di gavetta "musicale" costruita nei locali, matrimoni e feste di paese, intraprendono nel 2008, quasi per gioco, la strada del cabaret partecipando ai provini del Laboratorio artistico di Zelig di Bologna (Teatro Tivoli, via Massarenti 418).
Nel giugno 2008 vincono a Bologna la seconda edizione concorso di cabaret "Premio Verdi"
Nel 2009 partecipano alla trasmissione di Rai 3 Cominciamo bene, con Fabrizio Frizzi. 
Nel 2009 partecipano a 8 delle 10 puntate del programma Zelig Off trasmesso da Italia 1. 
Nel gennaio del 2010 approdano in prima serata a Zelig Arcimboldi 2010 con Claudio Bisio e Vanessa Incontrada, in cui sono presenti in 7 delle 10 puntate. La loro specialità è cantare canzoni famose mantenendo il testo originario e sostituendo alla melodia originaria frammenti musicali tratti da altre canzoni, ottenendo così un esilarante contrasto fra testo e musica.
Nel 2010 debutta a Ravenna lo spettacolo "Due Note Due", scritto insieme agli autori di Zelig Bruno Furnari e Gigi Saronni, che riscuote da subito il gradimento del pubblico e che, opportunamente modificato e rinnovato, viene riproposto ancora oggi nelle piazze.
Nell'edizione di Zelig 2011, condotta da Claudio Bisio e Paola Cortellesi adattano a melodie di canzoni note i testi di filastrocche e canzoni per bambini, intendendo, in tal modo, di far ascoltare come gli artisti più famosi cantavano da piccoli. 
Il Duo IDeA farà sempre parte del cast di Zelig per tutte le successive edizioni dal 2012 al 2016
Nel settembre 2011 Adriano Battistoni viene chiamato dal regista Riccardo Milani in veste di attore nella fiction di Rai 1 Una grande famiglia interpretata fra gli altri da Alessandro Gassmann, Stefania Sandrelli, Lino Guanciale, Stefania Rocca.
La prima stagione della serie, in onda dal 15 aprile al 14 maggio 2012, ottiene un grande successo così come la seconda stagione, trasmessa dal 21 ottobre al 5 dicembre 2023, in cui Adriano è di nuovo fra gli attori del cast.
Nel mese di febbraio 2016 durante il tradizionale Carnevale di Fano vengono eletti "sindaci onorari della città di Fano"
Il 10 marzo 2017 debutta al Teatro Fanin di S.Giovanni in Persiceto (BO) il nuovo spettacolo teatrale "Quando il gioco si fa Duo", di nuovo scritto con Bruno Furnari e Gigi Saronni
A marzo 2019 esce l'album The Concert in Margherita Park, con etichetta San Luca Sound, che include numerosi brani di repertorio, tratti dai loro spettacoli dal vivo, e un inedito registrato in studio: Samba di Giosuè, nel cui video duettano con Giovanni Storti.
Nell'ottobre 2019 l'incontro con il giornalista e scrittore Marino Bartoletti. L'intesa fra i tre è immediata e li porta a concepire "Sanremo Insieme" uno spettacolo di canzoni, aneddoti, curiosità, allegria e ricordi interamente basato sul Festival di Sanremo. 
Il 20 Febbraio 2020 Marino Bartoletti e il Duo IDeA, con il supporto musicale della band "Nilla Goes To Hollywood" debuttano con Sanremo Insieme al Teatro Tivoli di Bologna ottenendo un grandissimo successo.
Il 3 luglio 2020, sempre con l'amico giornalista Marino Bartoletti, portano in scena uno spettacolo sulla storia del ciclismo e dell'ultimo secolo di Italia: "ZazzarazzaZ - Pedalando e cantando nella storia", (il titolo è tratto dalla canzone Bartali del cantautore Paolo Conte) nel quale i racconti delle gesta dei grandi campioni del pedale si alternano alle canzoni a tema ciclistico, fondendosi in una combinazione di divertimento e commozione.
Nel 2021 e 2022 i due spettacoli sono stati rappresentati in decine di piazze in giro per l'Italia con riscontri sempre crescenti di critica e pubblico.
Parallelamente il 2022 vede il duo in tour con gli spettacoli "Due Note Due" e "Quando il gioco si fa Duo" e con numerose partecipazioni a spettacoli e serate nei teatri e nelle arene estive.
Anche nel 2023 proseguono i successi di pubblico di "Quando il gioco si fa Duo", ZazzarazzaZ e Sanremo Insieme. Di quest'ultimo, merita una menzione particolare la grande serata al prestigioso Teatro Alighieri di Ravenna, il 5 aprile 2023.
Il 14 febbraio 2024 esce Alta montagna il secondo singolo inedito del duo, sempre con etichetta San Luca Sound

## Spettacoli teatrali
- Due note (viaggio semiserio nella canzonetta italiana)
- Due note due
- Quando il gioco si fa DUO
- ZazzarazzaZ (pedalando e cantando nella storia) [con Marino Bartoletti]
- Sanremo Insieme [con Marino Bartoletti e i Nilla Goes to Hollywood]

## Partecipazioni

### Radio
- Vaka Putanga (2010) su Punto Radio di Bologna.
- Ottovolante (2010-2011) su Rai Radio 2. Partecipazione al live
- Meno male che c'è Radio 2 (2011) su Rai Radio 2.
- Ottovolante (2012) su Rai Radio 2. Partecipazione al live
- Ottovolante (2013) su Rai Radio 2. Partecipazione al live
- Programmone (2019-2020), programma di Nino Frassica su Rai Radio 2.

### Televisione
- Sarabanda[5] (1998) su Italia 1 con Enrico Papi (Adriano Battistoni, chiamato "Fragolone").
- Cominciamo bene (2009) su Rai 3 con Fabrizio Frizzi
- Zelig Off (2009) su Italia 1
- Zelig (2010) su Canale 5 - presentato da Claudio Bisio e Vanessa Incontrada
- Beatles 4ever (2010) su RSI (televisione Svizzera)
- Mare Latino (2010) su Rai 1 con Massimo Giletti e Elisa Isoardi
- Zelig (2011) su Canale 5 - presentato da Claudio Bisio e Paola Cortellesi
- I Love Italy (2011) su Rai 2 con Massimiliano Ossini
- Zelig (2012) su Canale 5 - presentato da Claudio Bisio e Paola Cortellesi
- Zelig Circus (2013) su Canale 5 - presentato dal Mago Forrest e Teresa Mannino
- Zelig (2014) su Canale 5 - presentato da vari conduttori (tra cui Gianni Morandi)
- Zelig Event (2016) su Canale 5 - presentato da Michelle Hunziker e Christian de Sica